# Kenjirō Takayanagi
Kenjirō Takayanagi (高柳 健次郎?, Takayanagi Kenjirō; Hamamatsu, 20 gennaio 1899 – Yokosuka, 23 luglio 1990) è stato un ingegnere giapponese, pioniere della tecnologia alla base della televisione.
Pur avendo riscosso poco credito in Occidente per le sue scoperte, ideò il primo ricevitore televisivo completamente elettronico guadagnandosi in patria il soprannome di "padre della televisione giapponese".

## Biografia

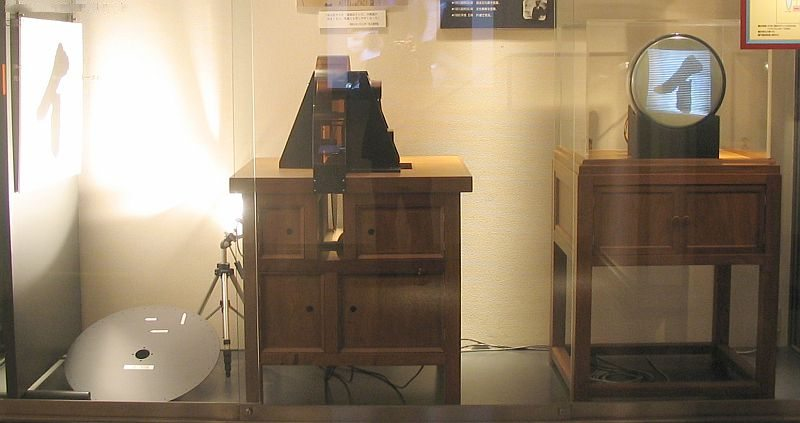
Riproduzione dell'esperimento di Takayanagi in mostra all'NHK Broadcasting Museum di Tokyo

Kenjirō Takayanagi nacque a Hamamatsu (Shizuoka) il 20 gennaio 1899. Dopo essersi laureato presso l'Istituto di Tecnologia di Tokyo, nel 1924 iniziò a lavorare come assistente all'Istituto di Tecnologia di Hamamatsu, l'odierna facoltà di ingegneria dell'Università di Shizuoka. Appreso dei passi avanti compiuti nello sviluppo della televisione su una rivista francese, iniziò a interessarsene sviluppando un sistema simile a quello di John Logie Baird. Takayanagi si avvalse del disco di Nipkow per scansionare il soggetto e generare segnali elettrici ma, a differenza di Baird, utilizzò un tubo a raggi catodici per visualizzare il segnale ricevuto, riproducendo con successo il carattere katakana イ nel dicembre 1926. 
Nel 1928 la sua ricerca fece un ulteriore passo avanti quando riuscì a riprodurre l'immagine di una persona con una risoluzione di 40 linee a una velocità di aggiornamento di 14 fotogrammi al secondo. Negli anni trenta Takayanagi e il suo team di ricerca svilupparono un impianto televisivo completamente elettronico facendo ricorso all'uso di una versione riveduta dell'iconoscopio. A ciò seguì l'invenzione di un videoricevitore in grado di riprodurre immagini con una risoluzione di 441 linee a 30 fotogrammi al secondo, a quel tempo il migliore sulla piazza.
Con l'assegnazione dei Giochi della XII Olimpiade a Tokyo, Takayanagi ed altri importanti ingegneri dell'epoca presero parte al progetto televisivo legato all'evento, sotto l'egida della NHK. Le ricerche di Takayanagi sulla televisione proseguirono anche dopo la cancellazione dei Giochi nel luglio del 1938, con l'emissione del primo segnale TV sperimentale nel 1939. I bombardamenti della seconda guerra mondiale, tuttavia, finirono per distruggere gran parte della sua strumentazione. Durante il conflitto si unì alla Marina giapponese, dove impiegò le proprie conoscenze sullo sviluppo dei sistemi radar. Dopo la guerra lavorò per la JVC, divenendone vicepresidente qualche tempo dopo. In seno alla compagnia venne coinvolto nello sviluppo della televisione a colori e del videoregistratore.

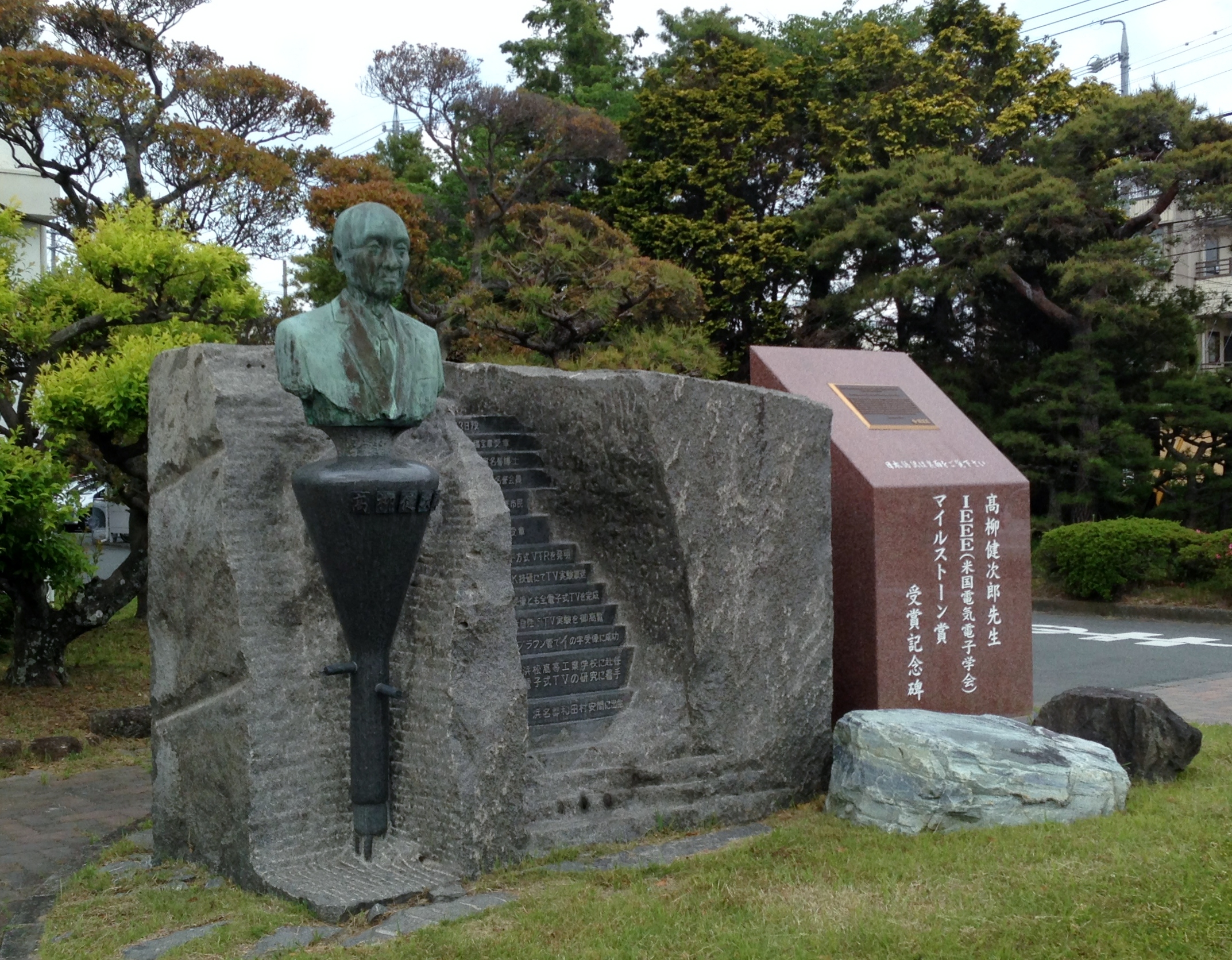
Statua dedicata a Kenjirō Takayanagi sita all'interno del campus dell'Università di Shizuoka

Takayanagi morì a causa di una polmonite il 23 luglio 1990, all'età di 91 anni. Riconosciuto in patria come il "padre della televisione giapponese", fu insignito dell'Ordine della Cultura nel 1981, del Gran Cordone dell'Ordine del Sacro Tesoro nel 1989 e di altri vari riconoscimenti per i suoi sforzi nel promuovere la tecnologia televisiva.